# Alier
|  | Per a altres significats, vegeu «Alier (Loira)». |

Alier (en francès: Allier [a.lje], en occità: Alèir, en arpità: Aliér) és un departament francès adscrit a la regió d'Alvèrnia-Roine-Alps. L'INSEE i La Poste li atribueixen el codi 03. La ciutat de Moulins-sur-Allier n'és la capital.
Aquest departament correspon essencialment a l'antiga província del Borbonès.

## Geografia
Limita al nord amb Cher i Nièvre, a l'est amb Saona i Loira i Loira, al sud amb Puèi Domat i a l'oest amb Cruesa i Cher.

## Història
El departament de l'Alier és un dels vuitanta-tres departaments originals creats el 4 de març de 1790, en aplicació de la llei del 22 de desembre de 1789, durant la Revolució Francesa. Va ser creat a partir de l'antic ducat del Borbonès, del qual ha reprès la majoria del territori.
El 1940, el govern del mariscal Pétain s'instal·là a la vila de Vichèi, que esdevingué aleshores subprefectura.
De 1960 a 2015 l'Allier fou un departament de la regió d'Alvèrnia.

## Demografia
| 1791    | 1801    | 1806    | 1821    | 1826    | 1831    | 1836    | 1841    | 1846    |
| ------- | ------- | ------- | ------- | ------- | ------- | ------- | ------- | ------- |
| 267.126 | 248.864 | 260.046 | 280.025 | 284.577 | 298.257 | 309.270 | 311.361 | 329.540 |
| 1851    | 1856    | 1861    | 1866    | 1872    | 1876    | 1881    | 1886    | 1891    |
| 336.758 | 352.241 | 356.432 | 376.164 | 390.812 | 405.783 | 416.759 | 424.582 | 424.382 |
| 1896    | 1901    | 1906    | 1911    | 1921    | 1926    | 1931    | 1936    | 1946    |
| 424.378 | 422.024 | 417.961 | 406.291 | 370.950 | 370.562 | 373.924 | 368.778 | 373.481 |
| 1954    | 1962    | 1968    | 1975    | 1982    | 1990    | 1999    | 2006    | 2011    |
| 372.689 | 380.221 | 386.533 | 378.406 | 369.580 | 357.710 | 344.721 | 343.309 | 342.729 |
| 2016    | 2018    | -       | -       | -       | -       | -       | -       | -       |
| 339.384 | 337.171 | -       | -       | -       | -       | -       | -       | -       |

## Administració
Un prefecte nomenat pel govern francès és l'alta representació estatal i un consell de 38 membres escollits per sufragi universal nomena un president, que deté el poder executiu.
El departament és dividit en 3 districtes, 19 cantons, 11 estructures intercomunals i 317 comunes.

## Cultura
El departament d'Alier és travessat per la frontera lingüística entre l'occità i la llengua d'oïl. Durant molts anys la població d'Alier no ha parlat el francès estandarditzat, sinó una de les llengües locals: 
- borbonès, dialecte d'oïl, al nord de la línia Montluçon / Saint-Pourçain-sur-Sioule / La Paliça.
- alvernès (dialecte occità), a l'extrem sud.
- la zona entre ambdues, sovint anomenada borbonès d'oc, pertanyent al Creissent,[2] zona d'interfèrencia entre francès i occità considerada per la majoria dels lingüistes com occità amb fonètica afrancesada. Altres[3] consideren els parlars del creixent com un dialecte totalment occità i utilitzen el terme marchés.

Interferències :
- Cal assenyalar que al sud-est del departament (principalment a Forterre[4] i Montanha borbonesa[5]) es fa sentir la influència del francoprovençal.
- Igualment, al nord-oest (i sobretot a l'antiga part borbonesa del departament de Cher, vers Saint-Amand-Montrond), els parlars borbonesos s'aproximen al berrichon.